# 棘头梅童鱼
棘头梅童鱼（学名：Collichthys lucidus），台灣俗名黃皮，廣東稱為黃鼻頭、黃眉頭或獅頭魚，为輻鰭魚綱鱸形目石首鱼科梅童鱼属的鱼类。

## 分布
本魚分布於西太平洋區，包括中国、朝鲜半島西海岸、日本、菲律宾沿海等，属于暖温性鱼类。该物种的模式产地在中国海。

## 深度
水深3至90公尺。

## 特徵
本魚體延長，側扁，背部淺弧形，腹部平圓。尾柄係常，頭鈍圓，額部隆起，高低不平。上下頷齒皆成細齒帶，無犬齒。尾鰭尖形。體背灰黃色，體側金黃色。眼的頂部有一黑斑。鰓腔白色，另有黑色細斑點。上下頷前端具褐色斑。口腔內為白色，下頷口緣為粉紅色。體長可達20公分。

## 生態
棲息於沙泥底質中下層水域，肉食性，以小型甲殼類動物為食。

## 經濟利用
小型食用魚，以肉質細嫩著稱。在浙江、廣東一带是一道名菜。

## 扩展阅读
維基物種上的相關：棘头梅童鱼